# Fräulein Fähnrich
Fräulein Fähnrich ist ein deutscher Stummfilm von 1929 unter der Regie von Fred Sauer mit Mary Parker, Willi Forst und Fritz Schulz in den Hauptrollen.
Die Kulissen des Films wurden von dem künstlerischen Leiter August Rinaldi entworfen.

## Handlung
Fähnrich Pfiff fährt nach Berlin, um sich zu amüsieren. Betrunken kommt er abends in das Marine-Offiziers-Töchterheim und glaubt, in einem zweifelhaften Haus zu sein. Am besten gefällt ihm Nanette, die Nichte des Admirals von Tankerang. Er findet, sie sei zu schade für dieses „Haus“, und bringt sie in eine Erziehungsanstalt. Dem Admiral bleibt am Schluss keine Wahl und er muss die beiden ziehen lassen.